# Mona (zespół muzyczny)
Mona – amerykański zespół rockowy z Nashville, Tennessee. Zespół zdobył popularność po nominacji do rankingu BBC Sound of 2011. W 2011 Mona zdobyła również tytuł Najlepszy debiut 2011 nadawany na corocznej gali MTV Awards. 16 maja 2011 Amerykanie wydali debiutancki album Mona, który osiągnął 39 miejsce na UK Albums Chart.